# Нептун (крилата ракета)
Р-360 «Непту́н» — українська протикорабельна крилата ракета. Розроблена в київському конструкторському бюро «Луч» у 2010―2020 роках. У 2023 році створено варіант для ударів по наземних цілях.[⇨]
У 2020 році береговий ракетний комплекс РК-360МЦ «Нептун» з ракетою Р-360 прийнято на озброєння Збройних сил України.
Ракета призначена для знищення кораблів водотоннажністю до 5000 тонн і має бойову частину масою 150 кг. Дальність дії ракети — до 300 км. Має дозвукову швидкість (900 км/год) і здійснює політ на надмалих висотах (кілька метрів над рівнем моря) та може маневрувати під час польоту. З 2023 року ракету пристосували для ударів і по наземним цілям. Ракета мала збільшену до 350 кг масу бойової частини, дальність до 400 км, а потім до 1000 км[⇨].
Ракету планували використовувати з трьох платформ: корабельного, наземного і повітряного базування. У 2019 році виготовлено наземний комплекс — РК-360МЦ, до складу якого входять декілька машин: командний пункт, пускова установка, транспортно-заряджальна машина тощо. Як корабельну платформу для ракет спершу розглядали катери типу «Лань», але з 2018 року — катери типу «Веспа».
Під час повномасштабного російського вторгнення в Україну 2022 року «Нептун» вперше застосували в бойових умовах. 14 квітня 2022 року ЗСУ ударом двох ракет уразили ракетний крейсер «Москва», флагман Чорноморського флоту ВМФ РФ, на якому вибухнув боєкомплект, унаслідок чого крейсер затонув[⇨].

## Історія

### Початок розробки
Протикорабельну ракету на КБ «Луч» почали розробляти 2010 року. Це була ініціатива Олега Коростельова, генерального конструктора і генерального директора КБ «Луч». На той час для держави такі проєкти вважалися недоречними, зокрема й через брак коштів на оборонні потреби. Інформація про дату початку розробки вперше була озвучена 2018 року з посиланням на Сергія Згурця, директора видання Defense Express.
2012 року держава відкрила дослідно-конструкторські роботи за проєктом «Нептун». Оглядачі Defense Express називали незрозумілими мотиви президента Віктора Януковича щодо цього кроку, бо Янукович був відомий спробами розвалити роботу оборонного-промислового комплексу України за безпосереднього керівництва Кремля.
У 2013 році пройшли перші «броскові» випробування макету ракети на полігоні під Черніговом.
9 липня 2025 року СБУ затримала китайських шпигунів, які хотіли викрасти секретні технології українських ракет «Нептун». Шпигунами виявилися громадяни КНР: син — 24-річний ексстудент одного зі Київських вишів Ден Яньчен та його батько — Ден Цзехуа, який проживав в КНР, але навідувався в Україну, щоб координувати агентурну роботу сина. Ден Яньчен мав здобути технічну документацію з виробництва українського «Нептуна», яким було знищено флагман чорноморського флоту рф — ракетний крейсер «Москва». Для цього він намагався завербувати українського громадянина, який мав відношення до розробок новітніх озброєнь Сил оборони. Отриману ж інформацію спецслужбам КНР збирався передати батько. СБУ викрила шпигунів на початковому етапі і затримала під час передачі таємних документів. Обом загрожує до 15 років позбавлення волі з конфіскацією майна.

### Російське вторгнення в Крим (2014)
Після захоплення Росією Криму 2014 року Військово-морські сили України втратили основний корабельний склад, а також берегові ракетні комплекси «Рубіж». Потенціал ВМСУ не давав змоги протидіяти Чорноморському флотові РФ, зокрема ймовірній наступальній операції РФ разом з висадкою десанту на український берег, а також загрозі морської блокади. Росія ж після окупації Криму істотно збільшила військову присутність на півострові: розгорнула там протикорабельну систему оборони, до якої входили підсистема виявлення надводних кораблів з дальністю до 500 км; підсистема автоматизованого управління і видачі цілевказання; підсистема вогневого ураження з дальністю до 350 км, яка оперує дивізіонами ПКР «Бал», «Бастіон», Club-K, БРК «Утес», а також кораблями, підводними човнами і морською авіацією ЗС РФ. Як тимчасове рішення нарощення оборонного потенціалу, для ВМСУ сформували 406 ОАБр ствольної артилерії і 32 РеАП з установками БМ-27 Ураган, проте артилерія має надзвичайно низьку ефективність для ураження кораблів супротивника. Питання побудови власного протикорабельного ракетного комплексу було критично важливе для України, оскільки комплекс може забезпечити контроль територіальних вод і проток, захистити військово-морські бази, берегові об'єкти й інфраструктуру узбережжя, а також протистояти висадці морського десанту супротивника.

### Розробка
У вересні 2015 року на виставці «Зброя та безпека-2015» уперше продемонстрували вигляд нової протикорабельної крилатої ракети як ключового елементу протикорабельного ракетного комплексу «Нептун».
За інформацією з відкритих джерел, станом на весну 2016 року виготовлені перші льотні зразки крилатої ракети. Ззовні ракета подібна до радянської протикорабельної ракети Х-35. Розробником комплексу було державне київське конструкторське бюро «Луч», виробництво відбувалося у кооперації з іншими українськими підприємствами, в тому числі з Харківським авіаційним заводом, підприємством «Мотор Січ» та іншими. У 2016 році озвучено про ймовірну розробку трьох модифікацій ракетного комплексу «Нептун»: корабельного, наземного і повітряного базування. Було названо також призначення ракети — ураження бойових надводних кораблів і транспортних суден зі складу ударних груп (конвоїв) або тих, що рухаються поодиноко, водотоннажністю до 5000 тонн.
За даними Валерія Павлюкова, президента корпорації «ТАСКО», в середині 2017 року проведено випробування ракети паралельно з випробуваннями ракет «Вільха». На відміну від «Вільхи», випробування і можливості ракети «Нептун» не афішували.

### Перша демонстрація
30 січня 2018 року відбулися успішні перші льотні випробування крилатої ракети «Нептун». На випробуваннях був присутній секретар РНБО України Олександр Турчинов.
У березні 2018 року повідомлялося про плани закласти корпус першого швидкохідного ракетного катера проєкту «Лань» на літо 2018 року. За даними «Українських військових сторінок», цей катер розроблено якраз під ПКР «Нептун».
16 липня 2018 року Секретар Ради національної безпеки і оборони України Олександр Турчинов у рамках контролю за реалізацією національної ракетної програми побував на Державному підприємстві «ВІЗАР». На оприлюднених знімках помічено й ракету «Нептун». Візит Турчинова до КБ «Луч» із оглядом лінії з виготовлення ПКР «Нептун» відбувся ще 14 серпня.
17 серпня 2018 року на півдні Одеської області відбувся черговий етап випробувань української крилатої ракети, на яких був присутній Олександр Турчинов. Випробування української крилатої ракети Нептун виявилися успішними. Під час них точно уражено морську ціль на відстані 100 км.
У жовтні 2018 року командувач Військово-морських сил ЗС України адмірал Ігор Воронченко повідомив, що до кінця 2018 року має бути ще два випробувальні пуски ракети, а вже в квітні-травні 2019 року має бути завершене випробування берегового комплексу з протикорабельними ракетами «Нептун». Стало відомо також, що носіями ракет «Нептун» стануть ракетні катери «Веспа» розробки і виробництва «Кузні на Рибальському», а не «Лань». А поки ці катери ще не побудовані, як платформа для випробування корабельної версії ракети може бути використаний ракетний катер «Прилуки».
5 грудня 2018 року на узбережжі Чорного моря відбулися випробування ракет українського виробництва, зокрема, були перевірені можливості ураження водних цілей ракетами ЗРК С-125 «Печора-2Д» та ПКР «Нептун». Протикорабельні ракети «Нептун» на цих випробуваннях успішно вразили ціль на відстані 280 км.

### Перший наземний комплекс

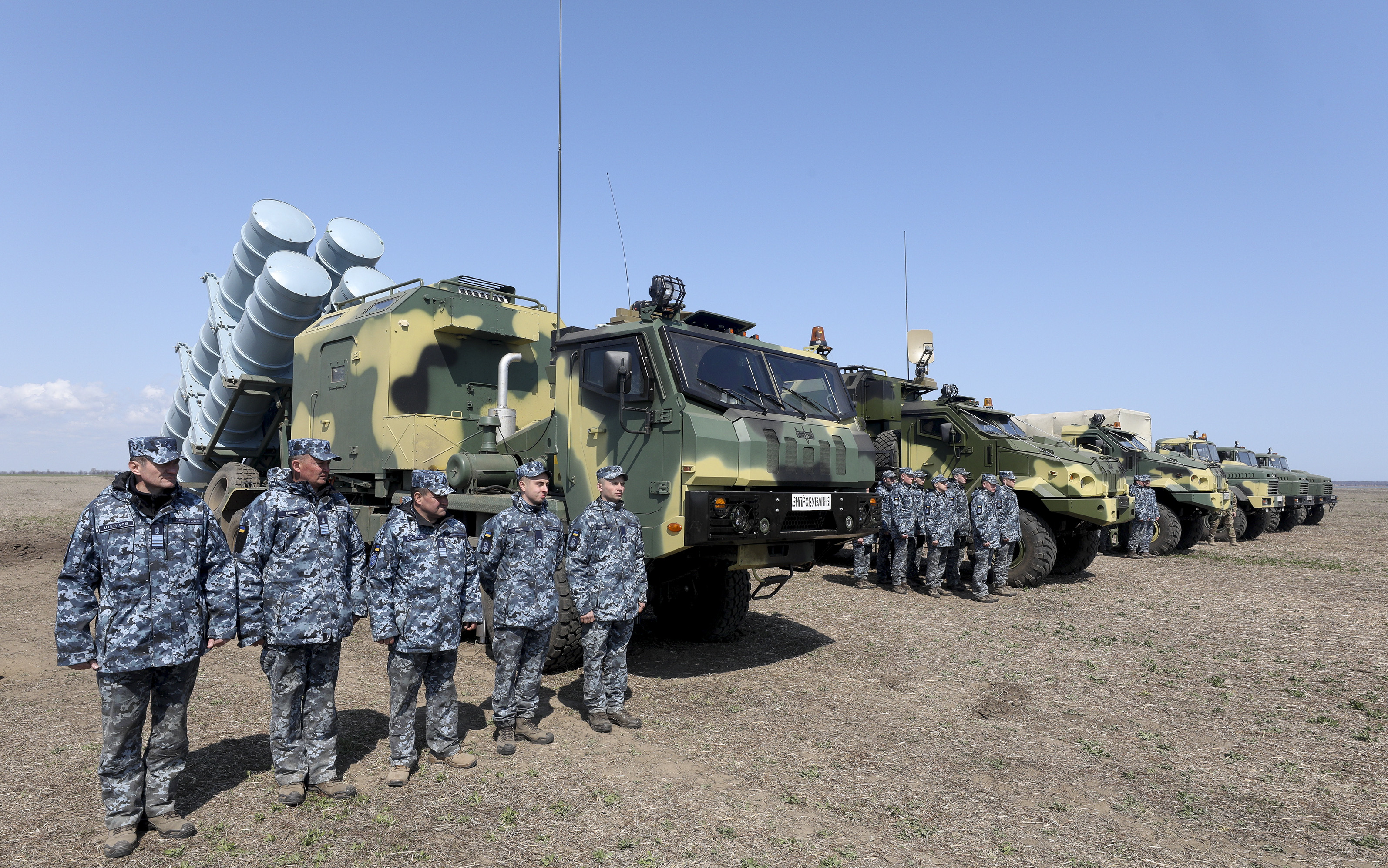
Машини комплексу РК-360МЦ «Нептун» (5 квітня 2019)

У лютому 2019 року на виставці IDEX-2019 уперше широкому загалу продемонстрували макет наземного комплексу «Нептун».
5 квітня 2019 року на полігоні в Одеській області пройшли випробування комплексу наземного базування — РК-360МЦ «Нептун». За словами президента України Петра Порошенка, який був присутнім під час випробувань, комплекс має бути прийнятий на озброєння у надзвичайно короткий термін, причому не тільки Військово-морських сил України, а й Сухопутних військ ЗСУ.

### Оновлення систем ракети
27 травня 2019 року на випробувальному полігоні «Алібей» в Одеській області пройшли чергові вогневі випробування ракети, яка отримала ряд суттєвих змін — змінені голівка самонаведення, висотомір, стартовий двигун, крила та рулі, гіроскопи та системи навігації. Однією з найважливіших змін була нова голівка самонаведення, яка дає змогу захоплювати ціль в умовах складного маневрування. Була збільшена площа крил і рулів ракети з метою підвищення її керованості та маневреності. Новий висотомір забезпечує політ на надмалій висоті, через що супротивник має значно менше часу на виявлення, ідентифікацію та перехоплення ракети. Ракета отримала також нову електроніку, зокрема гіроскопи, і новий, більш потужний, стартовий двигун (раніше використовувався двигун із ракет комплексу С-125). Нові системи навігації тепер забезпечують роботу комплексу навіть в умовах потужного використання противником засобів радіоелектронної боротьби.

| Враховуючи всі зміни у крилатій ракеті Р-360, а також її можливості маневрувати на маршруті польоту до цілі, стає можливим обійти зони протиповітряної оборони противника та знищити ціль у тилу ворога несподіваним ударом. |
| — Укроборонпром, 27 травня 2019. |

Військовий експерт Сергій Згурець сказав, що роботи над українським комплексом велися 5 років — з 2014 року, тоді як радянсько-російський аналог Х-35 розроблявся понад 20 років, з 1983 до 2003 року. Він також повідомив, що державні випробування заплановані на 2019 рік:

| Ми шлях [розробки комплексу] пройшли значно швидше саме за рахунок того, що були поєднані і політична підтримка цього проекту і тісний зв'язок між міністерством оборони та власне розробником ДККБ «Луч». |
| — Сергій Згурець, 25 травня 2019. |

2 листопада 2019 року в Одеській області, поблизу селища Чорноморське, відбулися успішні пуски ракети. Для забезпечення безпеки до 16:00 була закрита для навігації суден і польотів авіації ділянка моря площею 6,3 тис. км².
Черговий етап випробувань ракетного комплексу Р-360 «Нептун» із пусками крилатих ракет відбувся 2 квітня 2020 року на полігоні «Алібей» на півдні Одеської області. «Нептун» оснащений інертною бойовою частиною, це перша демонстрація роботи всіх систем керування і наведення.
27 квітня 2020 року відбулися випробування ракети РК-360МЦ «Нептун» в умовах радіоелектронної протидії противника — зі створенням реальних радіоперешкод для головки самонаведення ракети. До випробувань також залучили авіацію — літаки Су-27.
З 27 до 30 травня 2020 року відбулися державні випробування ракети РК-360МЦ «Нептун» на полігоні «Алібей». Під час випробування здійснено залповий пуск двох ракет та успішне ураження двох надводних цілей на відстані близько 85 та 110 км, відстань між якими становила близько 20 км.
Чергові випробування комплексу відбулися на полігоні «Алібей» 17 червня 2020 року. Ракету випробували з бойовою частиною.
У грудні 2023 року було повідомлено, що фахівці працюють над модифікацією протикорабельної крилатої ракети «Нептун». Наразі Міноборони співпрацює щодо цього питання з Міністерством стратегічних галузей промисловості.

### Прийняття на озброєння
23 серпня 2020 року ракетний комплекс «Нептун» прийняли на озброєння.
28 грудня 2020 року очільник ДАХК «Артем» Володимир Зімін повідомив, що «у нас зрушила з місця справа по замовленню на ракети до комплексу Нептун».

### Ураження наземних цілей
У серпні 2023 року, ймовірно, було вперше застосовано і таким чином стало загально відомо про створення модифікації для ураження наземних цілей. За неофіційними даними, ця модифікація використовує ті самі пускові установки як і протикорабельний варіант, але дальність польоту до цілі зросла до 400 км а маса бойової частини збільшена із 150 кг до 350 кг. Система наведення комбінована — з використанням супутникової навігації та розпізнавання цілі через інфрачервону камеру на термінальній ділянці траєкторії (так звані DSMAC — англ. Digital Scene Matching Area Correlator або ATR — англ. Automated Target Recognition).
У березні 2025 року президент України Володимир Зеленський повідомив, що інженерам вдалося збільшити дальність «Нептуна» до 1000 км. «Довгий Нептун» пройшов випробування й був успішно застосований для бойової задачі.

## Опис

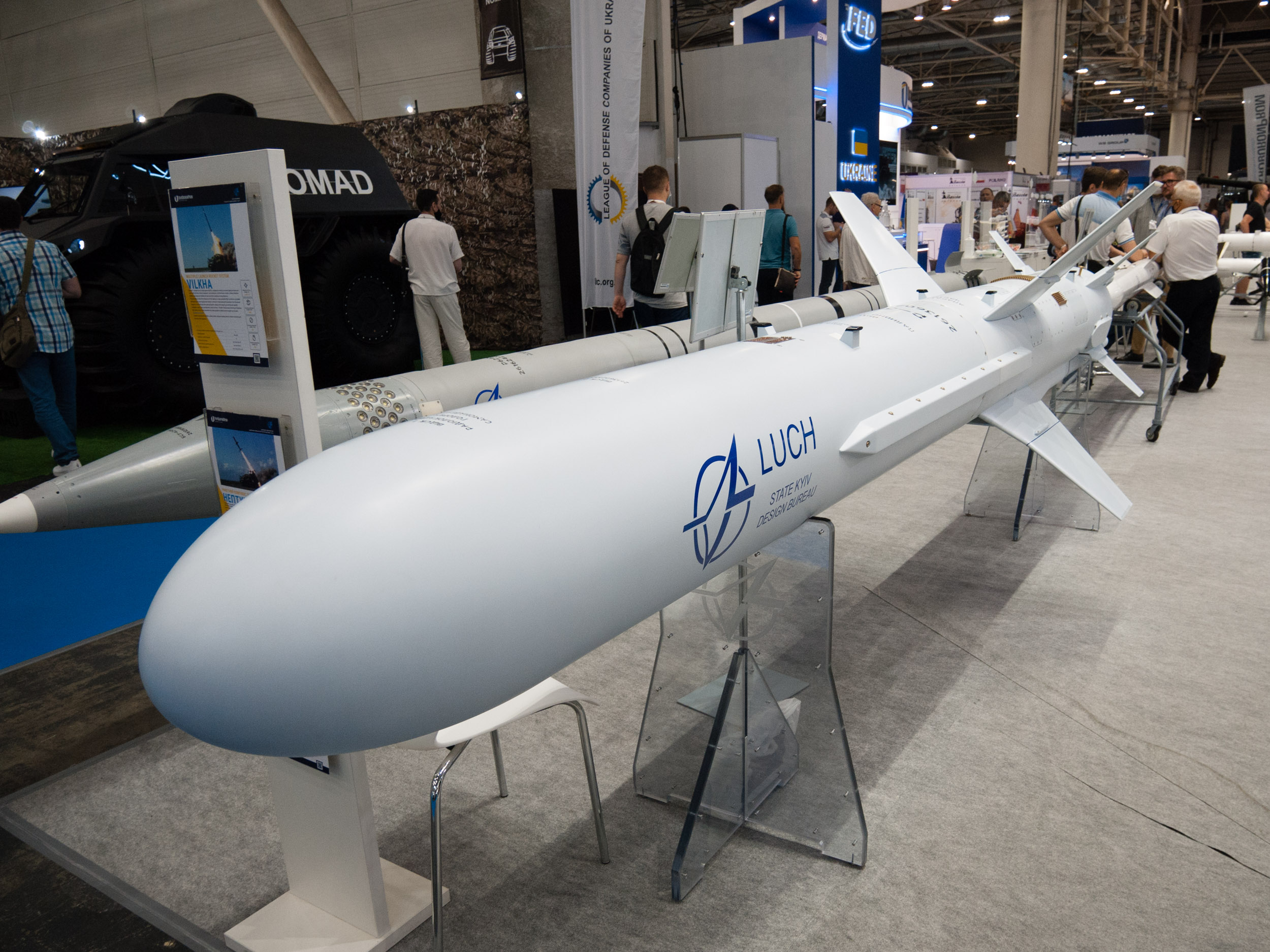
Ракета на виставці «Зброя та безпека-2021».

### Ракета
Довжина самої ракети з прискорювачем — 5 050 мм. Стартова маса ракети — близько 870 кг. Ракета має хрестоподібне складане крило.

### Бойова частина
Тип бойової частини — осколково-фугасна проникаючого типу, маса — 150 кг. Бойова частина приводиться в дію підривачем під час контакту з ціллю або дистанційно — неконтактними датчиками. Цих характеристик достатньо для ураження бойових надводних кораблів і транспортних суден водотоннажністю до 5 000 т.
У вересні 2021 року стало відомо, що ДП «Спецоборонмаш» впровадило технологію вакуумно-кускового спорядження вибухівкою бойової частини Б-360 ракети. Завдяки вакуумно-кусковому заливанню уражаюча дія боєприпасів значно посилюється.
У 2023 році, після початку російського повномасштабного вторгнення, була розроблена версія для ураження наземних цілей із бойовою частиною, масу якої оцінювали у 350 кг.

### Електроніка
Голівку самонаведення для ракети розроблено НВП «Радіонікс». Вона має надвисокі кути огляду ±60°, здатна побачити та захопити ціль на відстані 50 км, а також стійка до радіолокаційних завад противника. Defense express наводить приклад головки AN/DSQ-28 американської ПКР Гарпун, яка має слабші характеристики: кути огляду становлять ±45°.

### Двигун
Ракета має два двигуни — стартовий і маршовий. Стартовий двигун — це стартовий прискорювач, узятий від зенітної ракети С-125. Він є твердопаливним і був модифікований для забезпечення старту крилатої ракети з транспортно-пускового контейнера та надання їй початкового прискорення до швидкостей, де може включитися основний двигун. Основний двигун — турбореактивний двоконтурний авіаційний двигун МС-400 виробництва «Мотор Січ».

### Транспортно-пусковий контейнер
Ракета розміщується в транспортно-пускових контейнерах (ТПК) із розмірами 5 300×600×600 мм. ТПК може розміщуватися на наземних, морських або повітряних носіях.

## Тактико-технічні характеристики
- Максимальна дальність польоту
  - протикорабельна версія — до 300 км.[17]
  - для знищення наземних цілей
    - ~400 км (2023 рік).[44]
    - 1000 км (2025 рік).[40]
- Вага БЧ
  - протикорабельна версія — 150 кг.[44]
  - для знищення наземних цілей — ~350 кг.[44]
- Швидкість — 900 км/год.[41]

## Платформи

### Наземна

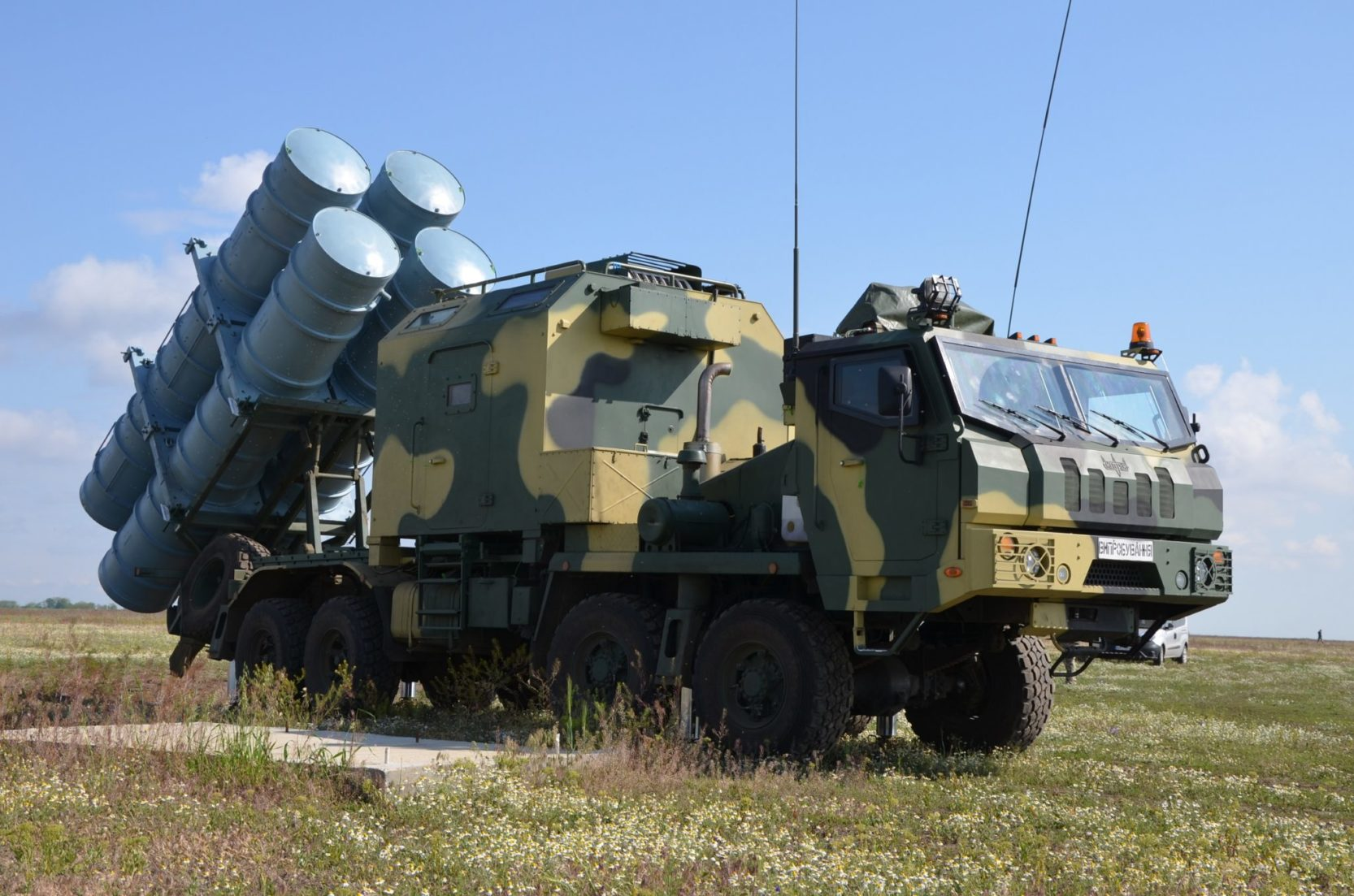
Ракети на пусковій установці УСПУ-360 на шасі КрАЗ-7634НЕ. 2020 рік.

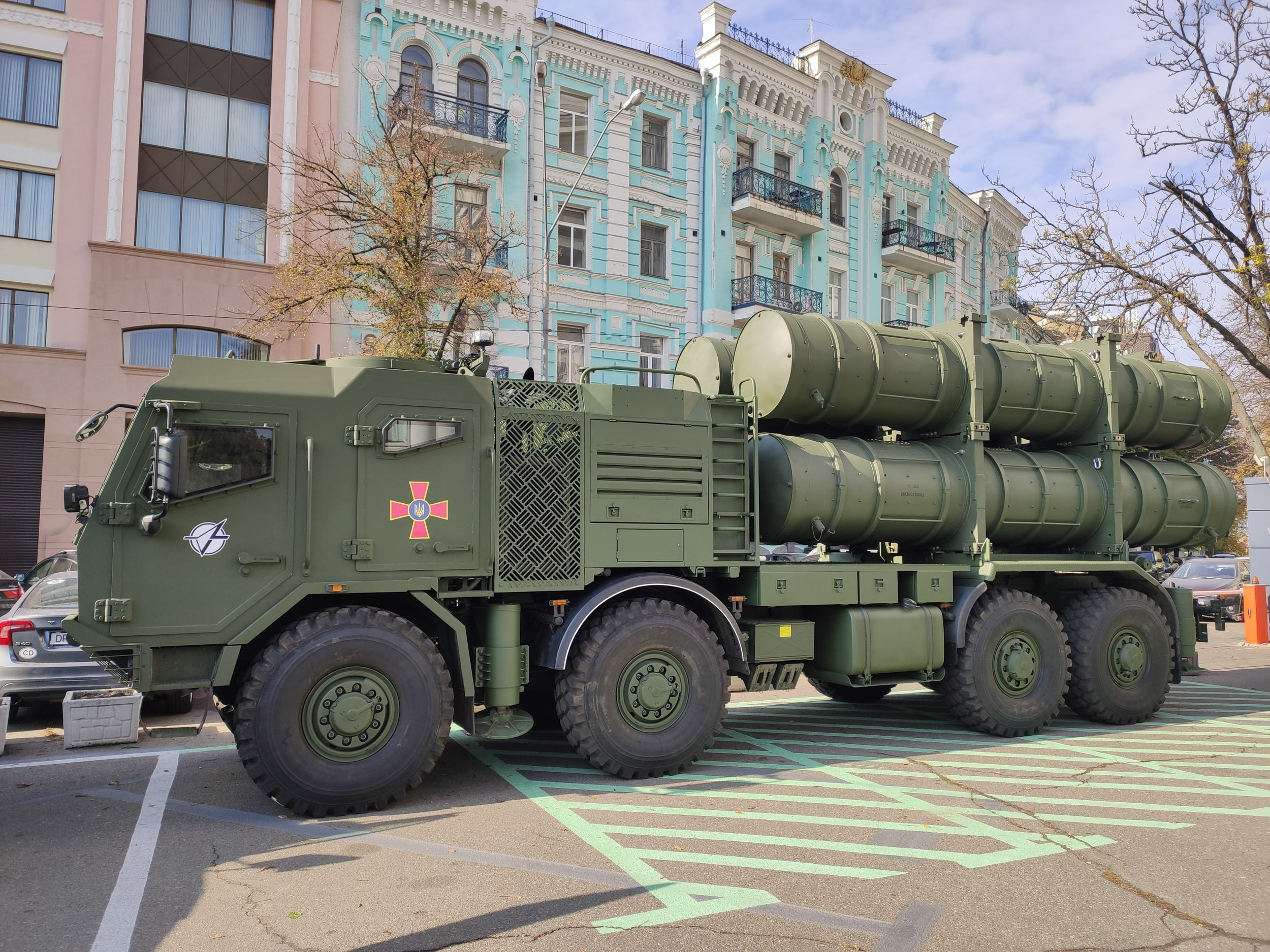
УСПУ-360 на шасі Tatra 815-7. 2021 рік.

Базовим шасі для наземної платформи обрано модифіковане повнопривідне шасі КрАЗ-7634НЕ колісної формули 8×8. Проте за результатами випробувань вирішено змінити базове шасі на виріб компанії Татра.
Самохідне шасі має компонувальну схему «кабіна перед двигуном» і призначене для монтажу важкого спецобладнання до 27 тонн. Воно вирізняється потужним двигуном (460 к.с.) і автоматичною коробкою передач. Монтажна довжина рами 8 080 мм, зовнішній мінімальний габаритний радіус повороту — 14 м. Шасі має першу і другу керовані осі.
Платформа несе чотири транспортно-пускові контейнери з ракетами.
До складу дивізіону РК-360 МЦ «Нептун» входить:
- 6 уніфікованих пускових установок УСПУ-360
- 6 транспортно-заряджаючих машин ТЗМ-360
- 6 транспортних машин ТМ-360
- рухомий командний пункт дивізіону РКП-360

На озброєнні дивізіону перебуває 72 ракети Р-360, по чотири в пусковій установці, транспортно-заряджаючий машині та стільки ж на транспортній машині.
23 серпня 2020 року ракетний комплекс 360МЦ «Нептун» прийнято на озброєння Збройних Сил України. Відповідний наказ підписав Міністр оборони України Андрій Таран.
20 жовтня 2020 року міністерство оборони України повідомило, що вирішено перерозподілити кошти державного оборонного замовлення цього року для придбання берегового комплексу «Нептун»: «Мали відбутись всі передбачені процедури. Тепер комплекс може замовлятись і закуповуватись як серійний зразок. Найближчим часом сформуємо офіційне замовлення, завдання щодо кількості та термінів їх постачання. Необхідні кошти для закупівлі у наявності».

### Морська
Можливою морською платформою називали ракетний катер типу «Лань», а з 2018 року — ракетний катер типу «Веспа».
У лютому 2019 року Ukrainian Military Pages повідомило, що розробка корабельного комплексу здійснюється під катер типу «Лань» і що її планується завершити протягом 2019—2020 років.
Defense Express 2018 року повідомляли про розробку ракетного катеру типу «Веспа» на заводі «Кузня на Рибальському». Катер нестиме 8 ракет Р-360 «Нептун».
Наприкінці серпня 2020 року видання «Думская» та низка інших ЗМІ повідомили про пропозицію Великої Британії розгорнути виробництво ракетних катерів для ВМС ЗС України на одному з українських підприємств. Ці 50-метрові ракетні катери водотоннажністю близько 400 тонн зможуть нести ударне озброєння у вигляді восьми українських протикорабельних ракет типу «Нептун» або виробництва іншої країни.
7 жовтня 2020 року в Портсмуті на базі Королівських ВМС міністр оборони України Андрій Таран і Державний секретар з питань оборони Великої Британії Бен Уоллес підписали Меморандум про посилення співпраці між Україною і Великою Британією у військовій і військово-технічній сферах. Меморандум передбачає співпрацю в оборонній галузі. Важливим є залучення фінансування Британського експортно-кредитного агентства розміром 1,25 млрд фунтів стерлінгів, зокрема для будівництва ракетних катерів. Однак трохи згодом стало відомо, що ці катери планують озброїти ракетним комплексом Naval Strike Missile (NSM) виробництва компанії Kongsberg.
У жовтні 2020 року генеральний конструктор — генеральний директор КБ «Луч» Олег Коростельов — повідомив, що, на його думку, на створення й випробування корабельного комплексу з ракетою «Нептун» потрібно близько півтора року, причому сама ракета не потребує значних змін, а основне завдання — розробити, виготовити й випробувати сам корабельний комплекс.

### Повітряна
Повітряним носієм крилатих ракет «Нептун» обраний літак Су-24М. У 2019 році заплановано розпочати проектування, а 2020-го — перейти до практичного втілення.
У грудні 2020 року стало відомо, що Міноборони України та КБ «Луч» лише підготували угоду на розробку авіаційної версії ракети Р-360 комплексу РК-360МЦ «Нептун» для авіації Повітряних Сил ЗСУ. Як і очікувалось, перспективними носіями нової ракетної зброї називають фронтові бомбардувальники Су-24М. Цей тип літаків вибрали, оскільки його системи можуть забезпечити цілевказання.

## Пов'язані проєкти
Деякі складові, розроблені та випробувані для крилатих ракет «Нептун», були згодом використані для розробки проєкту безпілотного літального апарата «Сокіл-300».[джерело?]

## Інциденти
У пресрелізі з нагоди дня контррозвідки СБ України повідомила про затримання агента Федеральної служби безпеки Російської Федерації 6 травня 2020 року під час фотографування документації комплексу «Нептун» та її пересилання своїм кураторам у ФСБ РФ. У рамках спецоперації шпигуну була надана несправжня документація. За виконання шпигунських дій затриманому обіцяли винагороду 10 тис. доларів США.
У липні 2021 року Лисичанський міський суд Луганської області за матеріалами контррозвідки СБУ ухвалив вирок: підозрюваного визнано винним за ч. 1 ст. 111 (державна зрада) КК України з покаранням у вигляді позбавлення волі на 8 років.

## Бойове застосування

### Російсько-українська війна
Перше бойове застосування протикорабельної крилатої ракети «Нептун» відбулося 2022 року під час широкомасштабного російського вторгнення в Україну.
3 квітня 2022 року з'явилася інформація, що пошкоджено фрегат Чорноморського флоту ВМФ РФ «Адмірал Ессен». Деякі джерела натякали на те, що удар міг бути завданий ПКР «Нептун».
13 квітня 2022 року українські ЗМІ повідомили про влучання двох ракет «Нептуна» по ракетному крейсеру «Москва». Через отримані пошкодження корабель затонув.
23 серпня 2023 року в окупованому Криму, на півострові Тарханкут по РЛС 48Я6-К1 «Подлет» та пускових установках зі складу зенітно-ракетної системи С-400 «Триумф», ймовірно, було завдано удар ракетою «Нептун» модифікованої для застосування по наземних цілях.
Приблизно в той час на супутникових знімках стали помічати російські літаки стратегічної авіації пофарбовані у деформаційний камуфляж який, імовірно, покликаний збити з пантелику систему розпізнавання цілі нових крилатих ракет. Раніше подібний камуфляж було помічено на російських кораблях у Чорному морі. Однак, на кораблі новий камуфляж міг бути нанесений для захисту від ударів морськими дронами.
14 вересня 2023 року, за заявами українських посадовців, група ударних дронів атакувала РЛС та антени комплексу С-400/С-300, що був розгорнутий на околицях окупованої Євпаторії (район між селищами Молочне, Уютне та Заозерне). Після цього пускові установки були знищені двома крилатими ракетами Р-360 «Нептун».
Вранці 21 серпня 2024 року українські військові заявили, що вночі вразили російську систему ППО С-300 у Ростовській області, ймовірно, використовуючи ракету «Нептун».
22 серпня 2024 року завантажений цистернами з паливом паром «Конро Трейдер», що стояв у порту «Кавказ», був атакований і затонув. Для ураження парому, ймовірно, використовували ПКР «Нептун».
10 січня 2025 року у Ростовській області українська далекобійна ракета «Нептун» уразила військовий склад. Про це повідомило видання «Бабель» з посиланням на внутрішні джерела. Операцію провела СБУ та українські Військово-морські сили.

## Оператори
- Україна
  -  ВМС

### Україна
У травні 2019 року Володимир Семенов повідомив, що державне замовлення на протикорабельні крилаті ракети Р-360 становитиме 120 одиниць.
У грудні 2020 року директор ДАХК «Артем» Володимир Зімін повідомив, що замовлення на ракети до вітчизняного комплексу РК-360МЦ «Нептун» зрушило з місця.

### Потенційні
- Індонезія. У грудні 2020 року стало відомо, що підписано меморандум про укладення контракту на постачання берегового мобільного ракетного комплексу РК-360МЦ «Нептун».[80] У липні 2021 року Генеральний конструктор КБ «ЛУЧ» Олег Коростельов повідомив, що тривають перемовини з трьома країнами щодо придбання комплексу. Найбільший прогрес на той час був з Індонезією.[81]

## Галерея

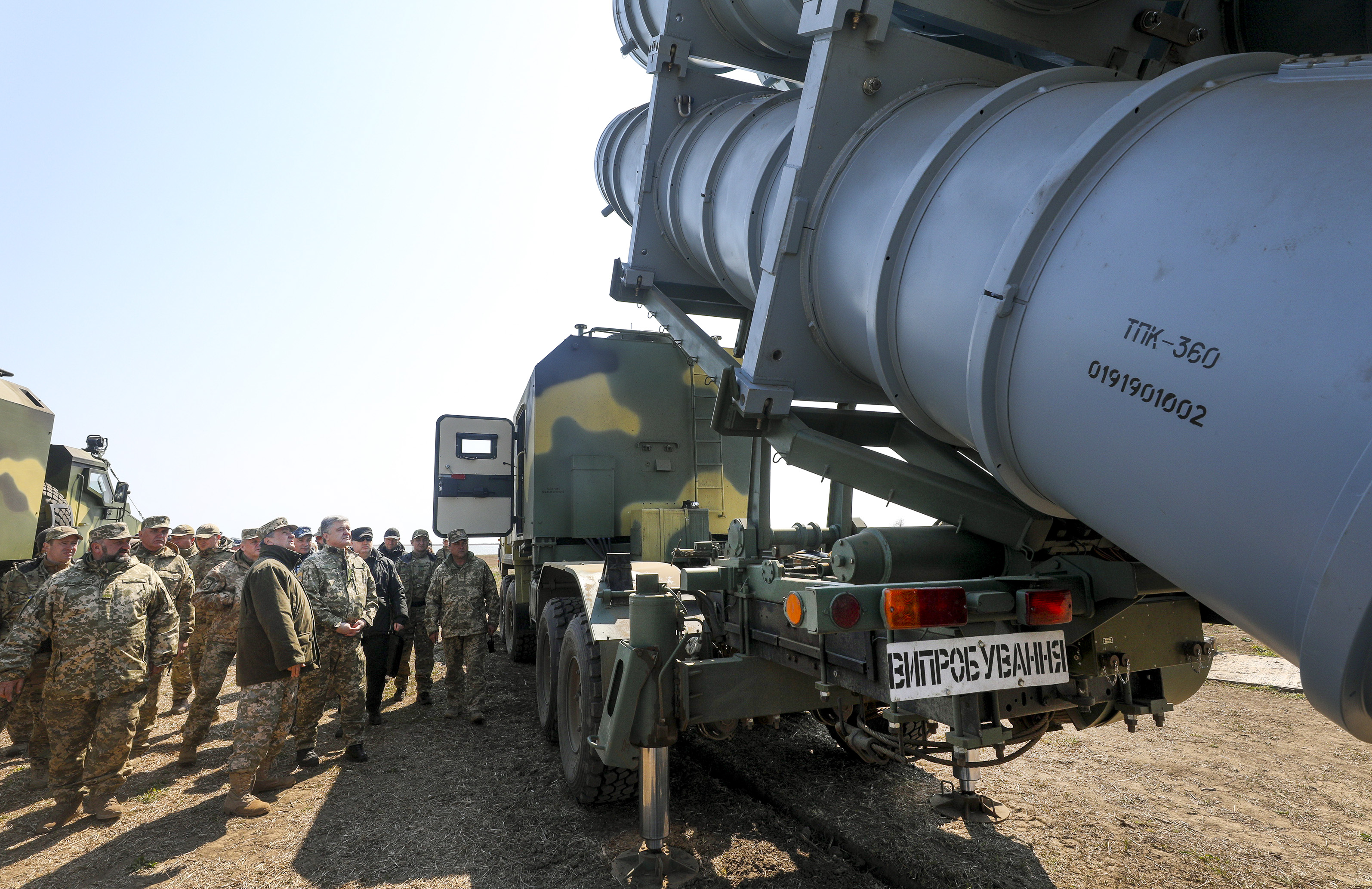
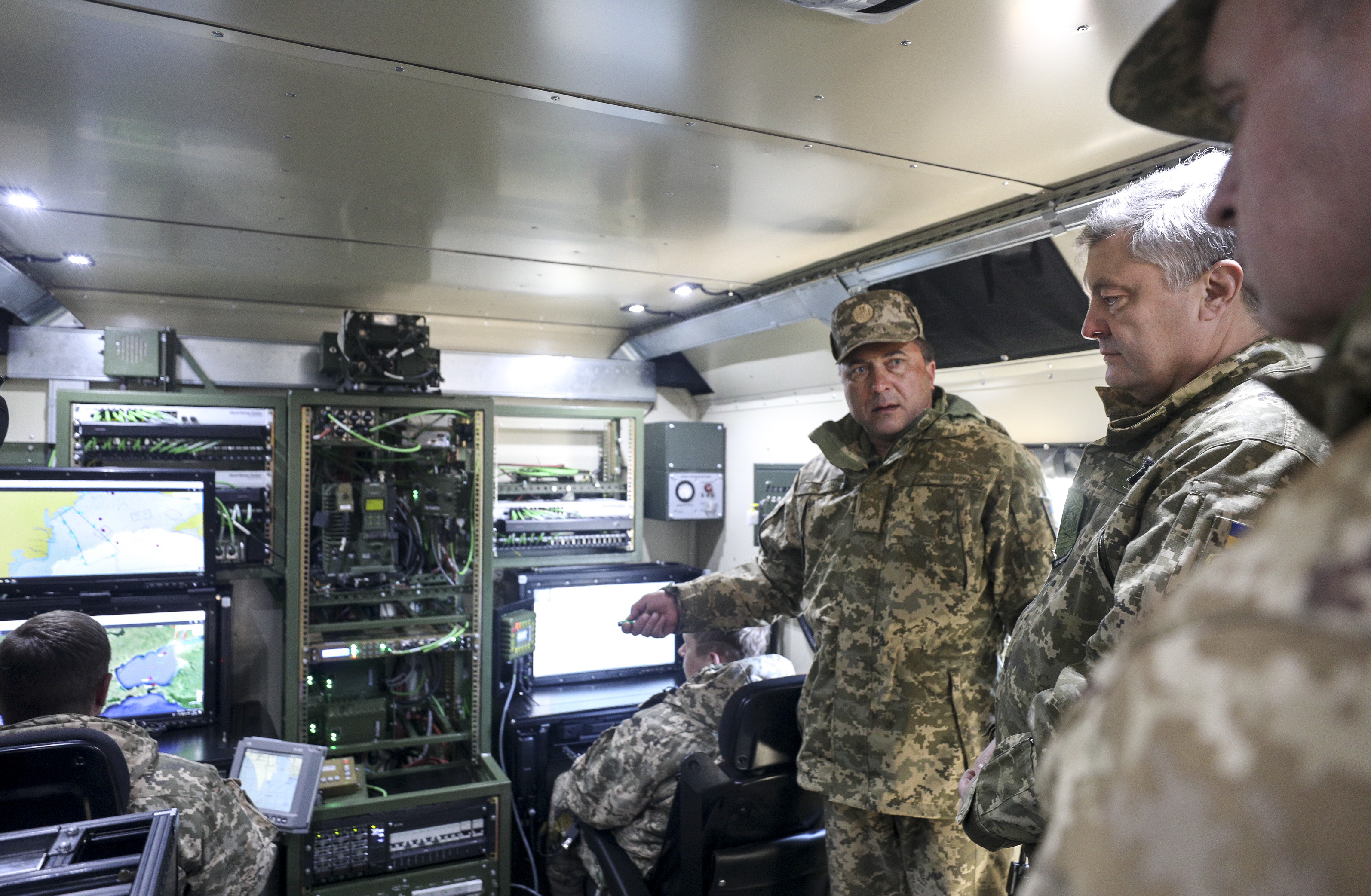
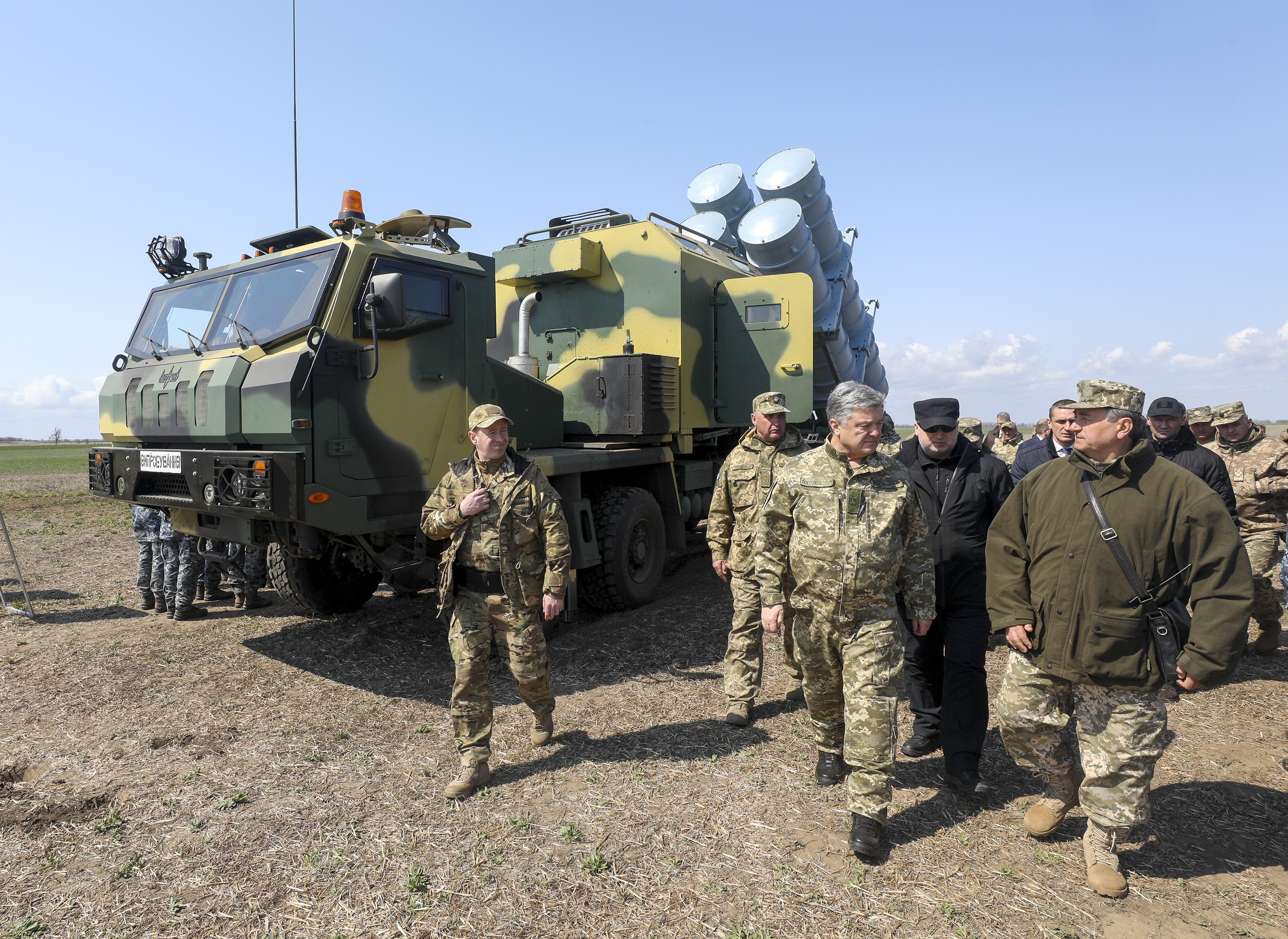
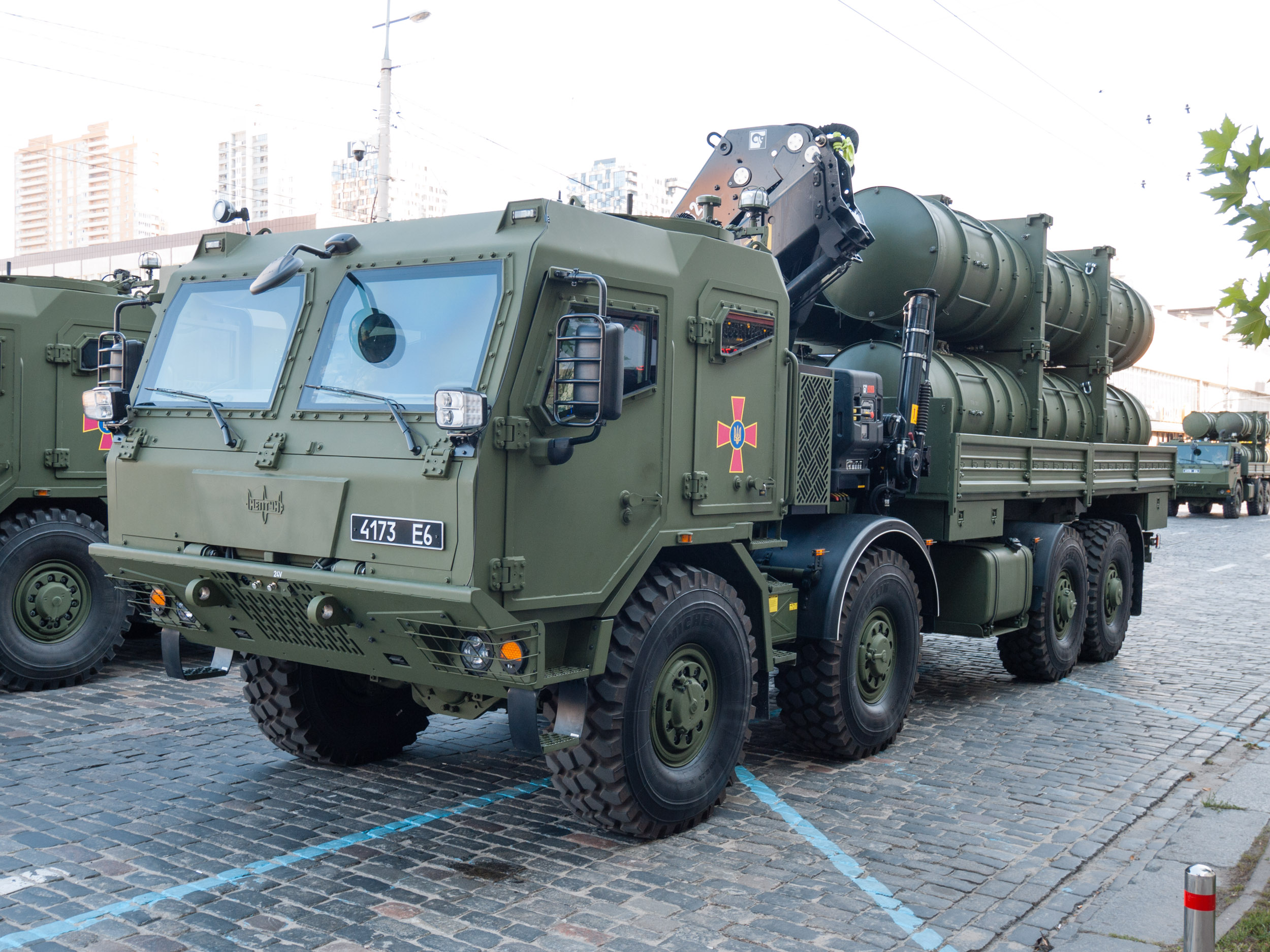

## Матеріали
- Що відомо про ракету “Нептун”. mil.in.ua. Український мілітарний портал. 3 лютого 2018. Процитовано 2 лютого 2018.
- Сергій Згурець, Почему ракета «Нептун» бесит Россию (рос.) // Defence Express, 13 лютого 2019
- «Нептун» всемогутній: як одесити беруть участь у створенні ракетного щита України. www.ukrmilitary.com. Ukrainian Military Pages. 30 травня 2019. Процитовано 31 травня 2019.